# Jan Pieter Bredius (1811-1878)
Jan Pieter Bredius (Woerden, 14 november 1811 - Dordrecht, 13 september 1878) was een Nederlands politicus en Thorbeckiaans Tweede Kamerlid.

## Levensloop
Bredius, lid van de familie Bredius, was een liberale ondernemer en afgevaardigde voor het district Dordrecht. Hij was vijfentwintig jaar secretaris van de plaatselijke Kamer van Koophandel. Als rijke ondernemer was hij medefinancier van de aanleg van enkele spoorlijnen. Hij behoorde in de Tweede Kamer tot de anti-militaristen. Als Kamerlid kwam hij verder vooral op voor de belangen van zijn stad.

## Familie
Hij was de vader van Tweede Kamerlid Jan Pieter Bredius (1841-1886).